# Hugh Douglas Hamilton
Pour les articles homonymes, voir Hamilton.
Hugh Douglas Hamilton est un peintre irlandais, né à Dublin vers 1740, et mort à Dublin le 10 février 1808.

## Biographie
Il est le fils d'un fabricant de perruques de Dublin. Il est né en 1740 à Crow Street, à Dublin. En 1754, il est payé comme apprenti dessinateur de modèles pour James Mannin, et deux plus tard il est professeur d'ornement à la Dublin Society's drawing school, sous la direction de Robert West. Il y avait remporté un premier prix en 1755.

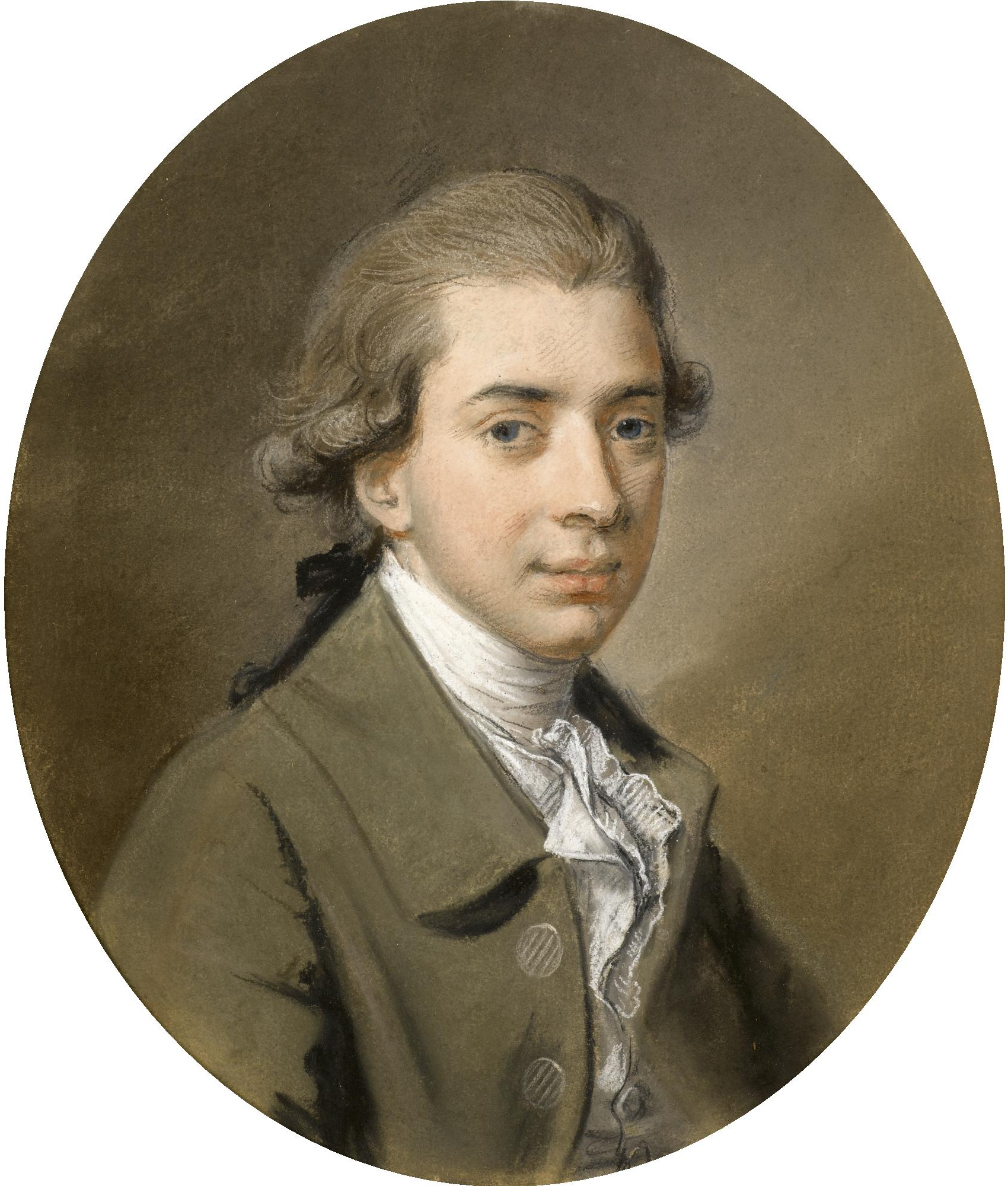
Portrait ovale en pastel et crayon d'un jeune gentleman

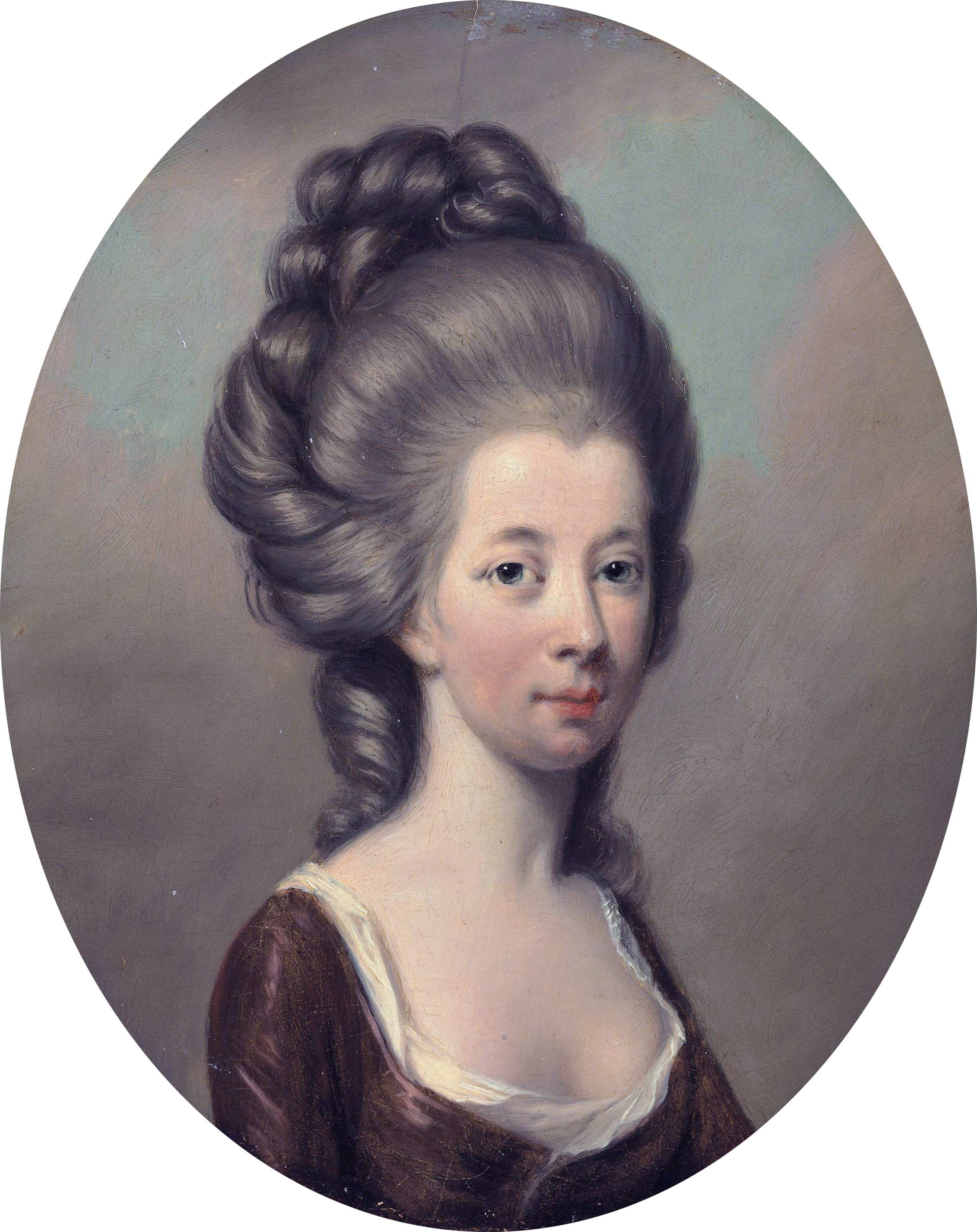
Portrait ovale en pastel et crayon d'Emilia Olivia St George, duchesse de Leinster

Un de ses premiers travaux a été de décoré des cartes des propriétés du comte de Kildare à la demande du cartographe huguenot John Rocque (c.1705-62). Dans la même période il réalise des dessins de vendeurs de rue de Dublin. Il s'est lié à la famille La Touche, banquiers à Dublin. Il a fait le portrait en pastel de David La Touche, petit-fils du fondateur de la branche irlandaise de la famille, vers 1765.
En 1764, Hugh Douglas Hamilton est à Londres où il reçoit un prix de 18 guinées pour un tableau en clair obscur. Il a obtenu d'autres prix en 1765 et 1769. Dans cette période, il réalise surtout des pastels, portraits placés dans des formes ovales, de membres de la famille royale, de politiciens et de célébrités du jour, et peu de peintures à l'huile. Il a exposé à la Society of Artists et à la Free Society of Artists entre le milieu des années 1760 et le milieu des années 1770.
Il s'est marié avant 1769. On sait peu de chose de sa femme Mary ou Maria (1734-1789) dont il a eu une fille Harriott ou Hariot qui s'est mariée en 1817 avec John Way.
Après 1776, pendant trois années, il a réalisé des portraits ovales en pastel des membres de l'aristocratie irlandaise, en particulier William FitzGerald, 2e duc de Leinster, qui a possédé jusqu'à 38 pastels d'Hamilton.

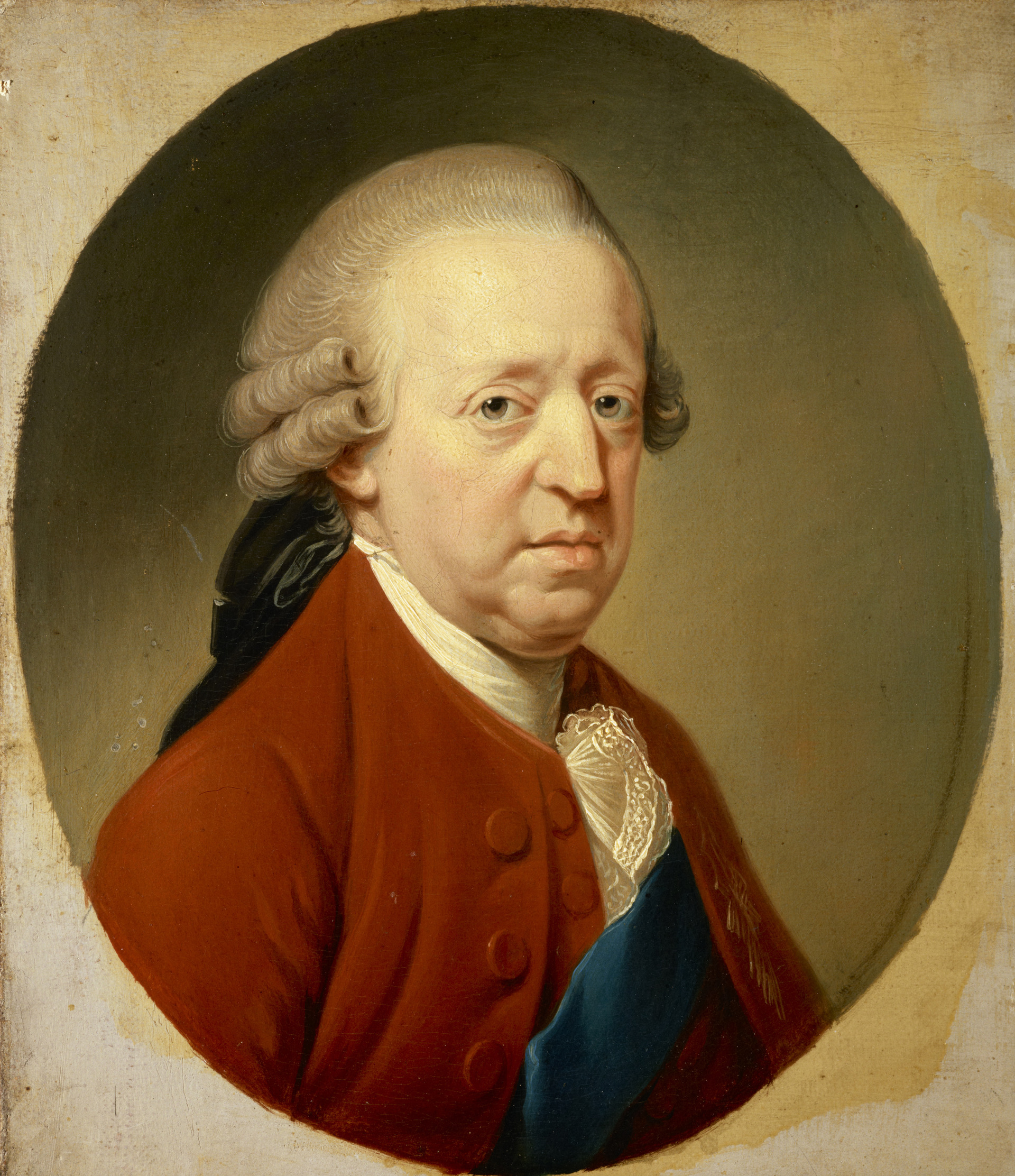
Prince Charles Edward Stuart (vers 1785)
Scottish National Portrait Gallery

Il a dû commencer son voyage pour l'Italie vers 1779 mais n'est pas arrivé à Rome avant 1782. Il est à Florence entre 1784 et 1786 avec une interruption pour faire un voyage à Venise en 1784. Il est élu membre de l'Accademia del Disegno en 1784. Il retourne à Rome en 1786 où il reste jusqu'en 1791, mais avec un voyage à Naples et Pompeii en 1788. Il a probablement fait ce voyage avec John Flaxman et sa femme qui sont arrivés à Rome en 1787 étaient devenus des amis de sa fille. Il a acquis des tableaux des maîtres anciens à Rome. Il y a réalisé un grand nombre de portraits de voyageurs, essentiellement Britanniques, qui faisaient le Grand Tour. Il s'est lié d'amitié avec Antonio Canova. C'est pendant ce séjour qu'il a réalisé le pastel représentant Antonio Canova dans son atelier avec Henry Tresham et un modèle en plâtre de Cupidon et Psyché qu'il a envoyé à Londres pour être exposé à la Royal Academy, en 1791. Pendant cette période romaine, il a peint, entre autres, les portraits du Dean Kirwan, de George John, 2e comte Spencer, de la comtesse Cowper (1787), et du prince Charles Edward Stuart, en exil à Rome.

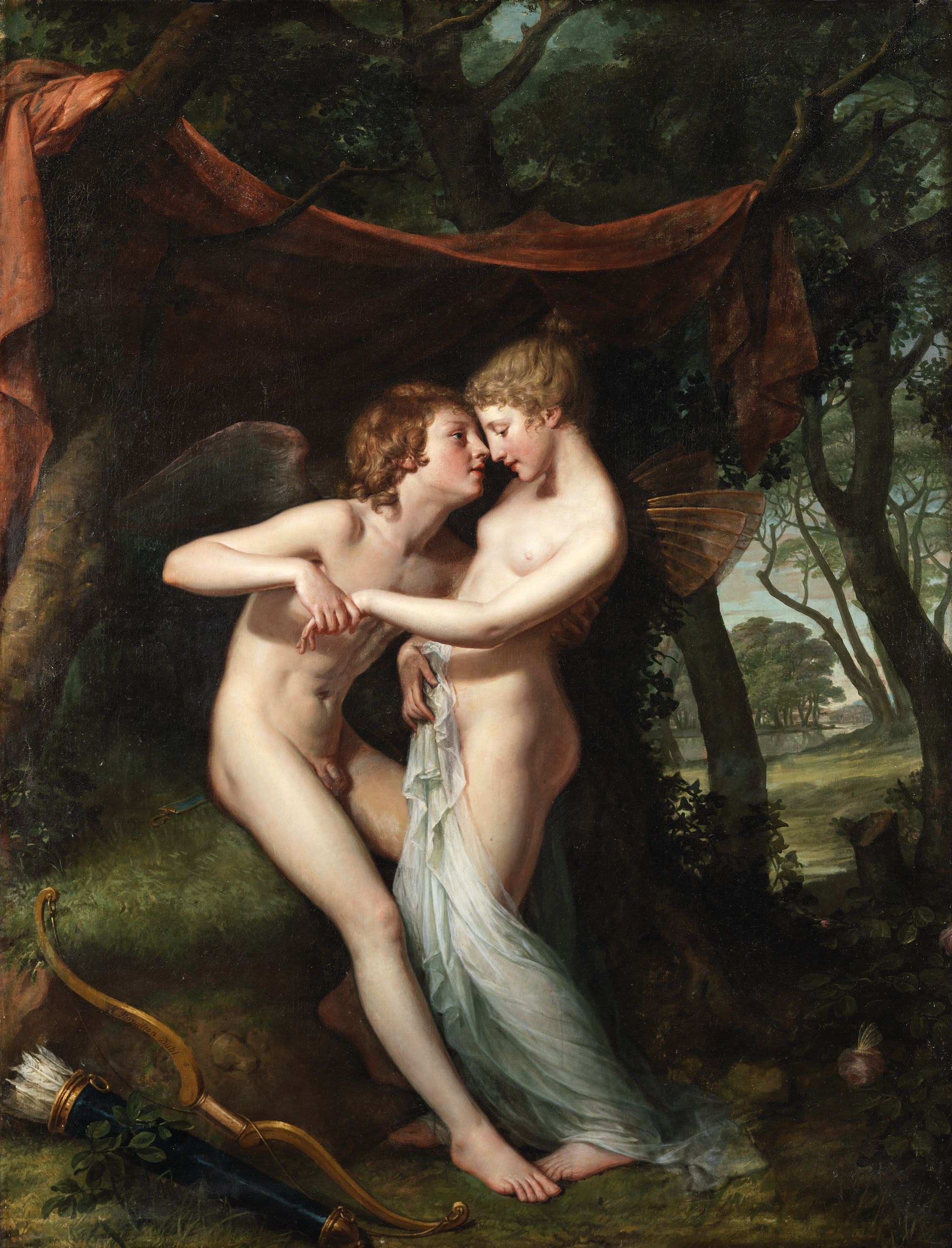
Cupid and Psyche in the nuptial bower
Peinture à l'huile (1792-1793)
National Gallery of Ireland

Hugh Douglas Hamilton a quitté Rome en 1792 pour Londres avant d'installer son atelier à Dublin, 20 Frederick Street, puis 14 Clare Street. Comme il l'écrit dans une lettre à Antonio Canova, en 1793, il a abandonné le pastel pour la peinture à l'huile. Il peint en 1797 Lord Edward FitzGerald.
Il a continué à peindre jusqu'à 1804, année où il s'est tourné vers la chimie des pigments. Il a fait un court voyage à Londres en 1802.
Plusieurs de ses portraits ont été gravés par William Barnard, James Watson, Richard Houston, John Raphael Smith.